# Baldassarre Tini
Baldassarre Tini (zm. 1719) – sanmaryński polityk.
Pełnił funkcję kapitana regenta (kwiecień-październik 1691, kwiecień–październik 1700, październik 1703–kwiecień 1704, październik 1708–kwiecień 1709). Został również wybrany na kadencję kwiecień-październik 1719, zmarł jednak w jej trakcie. Na jego miejsce wybrano Francesco Moracciego.